# Babai (Ghaghara)
Der ca. 400 km lange Babai (Nepali: बबई) ist ein linker Nebenfluss der Ghaghara in Nepal und im Norden Indiens.

## Verlauf
Der Babai entspringt im Dang-Tal in der Provinz Lumbini zwischen der Mahabharat-Kette im Norden und den Siwaliks im Süden. Der Fluss fließt in überwiegend westliche Richtung durch die Vorberge des Himalaya. Im Bardia-Nationalpark durchbricht er den südlich gelegenen Gebirgszug und wendet sich anschließend scharf nach Süden. Der Quellflussarm der Ghaghara, die Geruwa, verläuft wenige Kilometer weiter westlich. Der Babai überquert im Unterlauf die Grenze nach Indien und trifft unterhalb der Mündung der Sharda auf die Ghaghara. Sein Einzugsgebiet umfasst ca. 3700 km², wovon 3500 km² in Nepal liegen. Der mittlere Abfluss am Pegel Chepang oberhalb der Einmündung des Sharada Khola liegt bei 71 m³/s.
Der mittlere monatliche Abfluss variiert zwischen 4 m³/s im April und 588 m³/s im Juli.
Es gibt Planungen, Wasser vom nördlich verlaufenden Bheri-Fluss zum Babai abzuzweigen.

## Nutzung
Neben der Feldbewässerung ist der Babai ein beliebtes Angel-, Rafting- und Kajakgewässer. Im Babai kommen u. a. folgende Fische vor: der Karpfenfisch Tor putitora („Golden Mahseer“), die Barbenart Raiamas bola („Himalaya-Forelle“) sowie Schlangenkopffische.